# Семполно Крайенске
Семпо̀лно Крайѐнске или Семпу̀лно Крайѐнске (на полски: Sępólno Krajeńskie; на немски: Zempelburg) е град в Северна Полша, Куявско-Поморско войводство. Административен център е на Семполенски окръг, както и на градско-селската Семполенска община. Заема площ от 5,82 км2.